# ヒューバート・H・ハンフリー・メトロドーム
ヒューバート・H・ハンフリー・メトロドーム（Hubert H. Humphrey Metrodome）は、アメリカ合衆国のミネソタ州ミネアポリスにかつて存在した、野球やアメフトなどに使用される多目的ドーム。通称メトロドーム（Metrodome）。HHHメトロドームとも称される。2009年10月5日にアメリカ最大のショッピングモールのモール・オブ・アメリカが3年契約で取得、2012年2月29日まではモール・オブ・アメリカ・フィールド・アット・ザ・ヒューバート・H・ハンフリー・メトロドームの名称であった。
NFLミネソタ・バイキングス、NCAA（カレッジ・スポーツ）ミネソタ・ゴールデンゴーファーズ（ミネソタ大学）の野球チーム、NBAミネソタ・ティンバーウルブズ、MLBミネソタ・ツインズがここを本拠地としていた。
日本では、空気圧で膨らませる屋根が東京ドームのモデルになったことで知られている。

## 概要
ツインズとバイキングスの本拠地だったメトロポリタン・スタジアムの老朽化と、ミネソタ州の「夏は涼しく冬は寒い」気候、及びそれに端を発する観客減への対策として建設された。球場に名を冠するヒューバート・H・ハンフリーとは、サウスダコタ州出身の元副大統領で、ミネアポリス市長を務めた経験もある人物である。
通常のアメフト・野球共用スタジアムでは、サイドラインとセンターラインを平行にするが当ドームではサイドラインと三塁ファウルラインを平行にしている。スタンドはアメフトを優先しており全体は長方形で設計されている。野球時には右翼にある部分の座席が収納される。そのため右翼スタンドはかなり高い場所にあり、右翼側のフィールドは左翼側のフィールドよりやや狭い。その狭い部分を補うため、右翼フェンスは7メートルに設定されている。
老朽化にともない、まずMLB・ツインズが2009年シーズンをもって使用を終了。2010年シーズンからは新本拠地ターゲット・フィールドに移転した。NFL・バイキングスも2013シーズンが最終年となり、その後2014年1月にメトロドームは解体された。解体後には同じ敷地内にバイキングスの新本拠地USバンク・スタジアムを建設し、2016年7月22日に開場した。

### 特殊な屋根形状
この球場の屋根は、テフロン加工されたガラス繊維で出来た340トンの屋根を空気圧で押し上げる方式を採用している。この方式が採用されるのは、他の方式に比べ工期、費用とも約3分の1で済ませられるからである。
1981年11月19日や1982年12月30日、多量の雪が屋根の上に積もったため、屋根が破損し萎んでしまった。この時は、まだシーズンオフだったが、1983年4月14日にも同じ事故が発生し、予定されていた野球の試合が中止になってしまった。また、1986年4月26日には強風で屋根が破損し、試合が一時中断している。
2010年12月12日には猛吹雪で屋根の一部が崩壊、NFLのバイキングスのホームゲーム2試合が場所を変更して開催された。

### MLB
「内部の空気が乾燥するため打球の飛距離が伸びる傾向がある」といわれ、ファンからザ・ホーマードーム（The Homerdome）と呼ばれるが、本塁打のパークファクター（ESPN調べ）は0.836（2006年）と1を下回っており、実は本塁打の出にくい球場である。本塁打だけでなく、安打・二塁打・得点のパークファクターも1を切っており（2006年）、人々のイメージとは正反対の投手有利な傾向の球場である。
打球が天井に当たることがしばしば起こっており「本塁打性の打球が天井に当たり、落下したボールを内野手が捕球したため、内野フライでアウト」ということもあった。
1984年5月4日のミネソタ・ツインズ戦において、オークランド・アスレティックスのデーブ・キングマンが屋根に設けられていた排水溝の穴に打球を入れてしまい、特別ルールによりエンタイトルツーベースヒットに認定された。このボールは後日、野球殿堂博物館に寄贈・展示されている。
観客動員が低迷したこともあり、MLB試合時では外野2階席にカバーがかけられていた。

## 主要な出来事

### 野球
- 1982年4月3日、フィリーズとのオープン戦で開場。
- 1982年4月6日、初のMLB公式戦開催（マリナーズ 11－7 ツインズ）[2]。
- 1983年4月14日、積雪による屋根破損のため、エンゼルス戦が中止になった。
- 1985年7月16日、オールスターゲーム開催（ナ 6－1 ア）。
- 1993年9月16日、デーブ・ウィンフィールドが3,000本安打を達成。
- 1995年6月30日、エディ・マレーが3,000本安打を達成。
- 2000年4月15日、カル・リプケン・ジュニアが3,000本安打を達成。
- 2007年6月28日、フランク・トーマスが史上21人目となるを500本塁打達成。
- 2007年8月1日、夕方、球場付近のミシシッピ川にかかる橋が崩落し、夕方の帰宅ラッシュや、7時過ぎからの試合を見るために橋の上を走っていた多数の車が川に転落、7人が死亡、60人以上が負傷した。このため翌2日のロイヤルズ戦は延期となった。
- 2009年10月6日、デトロイト・タイガースとの同率地区優勝決定戦開催。
- 2009年10月11日、ニューヨーク・ヤンキースとのアメリカン・リーグ地区シリーズで0勝3敗と敗れ、野球での使用終了。同時に新球場ターゲット・フィールドに移転するため、ホームプレートとピッチャーズプレートなどが取り外された。

- ワールドシリーズ開催：1987年、1991年

### アメフト
- 1982年9月12日、初のNFL公式戦開催（バイキングス 17－10 バッカニアーズ）[2]。
- 1992年1月26日、第26回スーパーボウル（ワシントン・レッドスキンズ 37-24 バッファロー・ビルズ）。
- 2010年12月12日、ジャイアンツ戦が試合前、猛吹雪のため13日に順延が予定されたが[8]、その後、屋根の崩壊及び積雪落下で開催が困難となり、同日13日にデトロイトのフォード・フィールドにて代替開催されることとなった[5]。また翌週20日に行われるシカゴ・ベアーズ戦もミネソタ大学のTCFバンク・スタジアム（屋外スタジアム）の除雪作業を行い開催する[6]。

## その他
また、1980年代中ごろから1990年代中ごろまで、ホームチームの攻撃時に有利になるように空調設備を操作していたと、元球場職員が語ったとされる記事が、アメリカのあるタブロイド紙で報道され、大問題になったこともある。

## ギャラリー

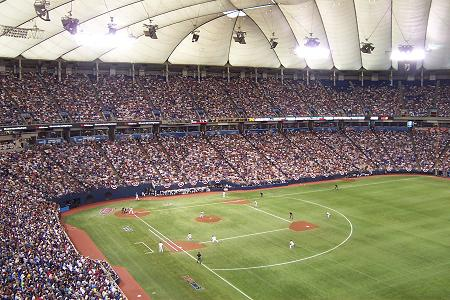
ミネソタ・ツインズ
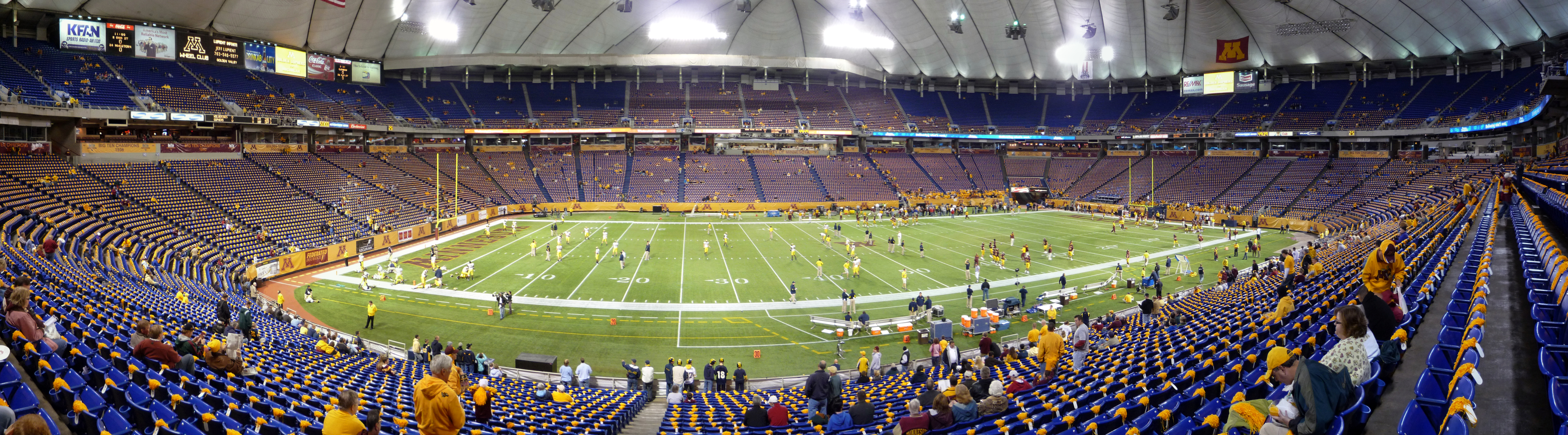
アメリカンフットボール
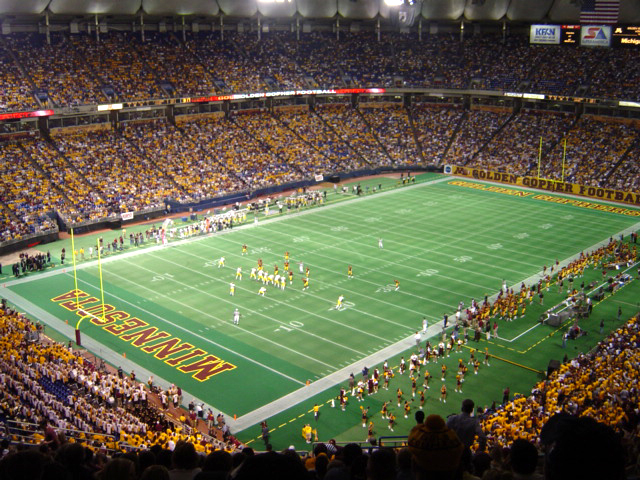
ミネソタ・ゴールデンゴーファーズ